# Daïras de la wilaya de Sétif
La wilaya de Sétif est composée de vingt daïras (circonscriptions administratives), chacune comprenant plusieurs communes, pour un total de soixante communes.

## Liste de daïras
Daïras de la wilaya de Sétif :
| Daïra           | Nombre de communes | Communes                                              | Superficie (km²) | Population (hab.) |
| --------------- | ------------------ | ----------------------------------------------------- | ---------------- | ----------------- |
| Aïn Arnat       | 4                  | Aïn Arnat, Aïn Abessa, El Ouricia, Mezloug            |                  |                   |
| Aïn Azel        | 4                  | Aïn Azel, Aïn Lahdjar, Beidha Bordj, Bir Haddada      |                  |                   |
| Aïn El Kebira   | 3                  | Aïn El Kebira, Dehamcha, Ouled Addouane               |                  |                   |
| Aïn Oulmene     | 4                  | Aïn Oulmene, Guellal, Ksar El Abtal, Ouled Si Ahmed   |                  |                   |
| Amoucha         | 3                  | Amoucha, Oued El Barad, Tizi N'Bechar                 |                  |                   |
| Babor           | 2                  | Babor, Serdj El Ghoul                                 |                  | 29 000            |
| Beni Aziz       | 3                  | Beni Aziz, Aïn Sebt, Maaouia                          | 231              | 51 500            |
| Beni Ourtilane  | 4                  | Beni Ourtilane, Aïn Legraj, Beni Chebana, Beni Mouhli |                  | 54 000            |
| Bir El Arch     | 4                  | Bir El Arch, Belaa, El Ouldja, Tachouda               |                  |                   |
| Bouandas        | 4                  | Bouandas, Aït Naoual Mezada, Aït Tizi, Bousselam      |                  |                   |
| Bougaa          | 3                  | Bougaa, Aïn Roua, Beni Hocine                         |                  |                   |
| Djemila         | 2                  | Djemila, Beni Fouda                                   |                  | 53 000            |
| El Eulma        | 3                  | El Eulma, Bazer Sakhra, Guelta Zerka                  |                  | 305 000           |
| Guidjel         | 2                  | Guidjel, Ouled Sabor                                  |                  | 64 000            |
| Guenzet         | 2                  | Guenzet, Harbil                                       |                  | 10 700            |
| Hammam Guergour | 2                  | Hammam Guergour, Draa Kebila                          |                  |                   |
| Hammam Soukhna  | 3                  | Hammam Soukhna, Taya, Tella                           |                  |                   |
| Maoklane        | 2                  | Maoklane, Talaifacene                                 |                  |                   |
| Salah Bey       | 5                  | Salah Bey, Boutaleb, Hamma, Ouled Tebben, Rasfa       |                  |                   |
| Sétif           | 1                  | Sétif                                                 |                  | 400 000           |